# Kjóko Šimazakiová
Kjóko Šimazakiová (japonsky 島崎 京子, Šimazaki Kjóko; * 7. ledna 1972 Otofuke) je bývalá japonská rychlobruslařka.
Na mezinárodních akcích se poprvé objevila v roce 1990, kdy skončila sedmá na seniorském Mistrovství světa ve sprintu, dvanáctá na Mistrovství světa juniorů a získala stříbrnou medaili na Asijských zimních hrách v závodě na 500 m. Od sezóny 1990/1991 nastupovala pravidelně do závodů Světového poháru, přičemž již v této sezóně zvítězila v celkovém pořadí na tratích 500 m. Byla čtvrtá na světovém sprinterském šampionátu 1993. Zúčastnila se zimních olympiád v letech 1992 a 1994. V roce 1996 vybojovala na Mistrovství světa na jednotlivých tratích stříbrnou medaili v závodě na 500 m. Sportovní kariéru ukončila po Zimních olympijských hrách 1998, kde startovala na tratích 500 m (páté místo) a 1000 m (22. místo).